# إسقاط مركاتور

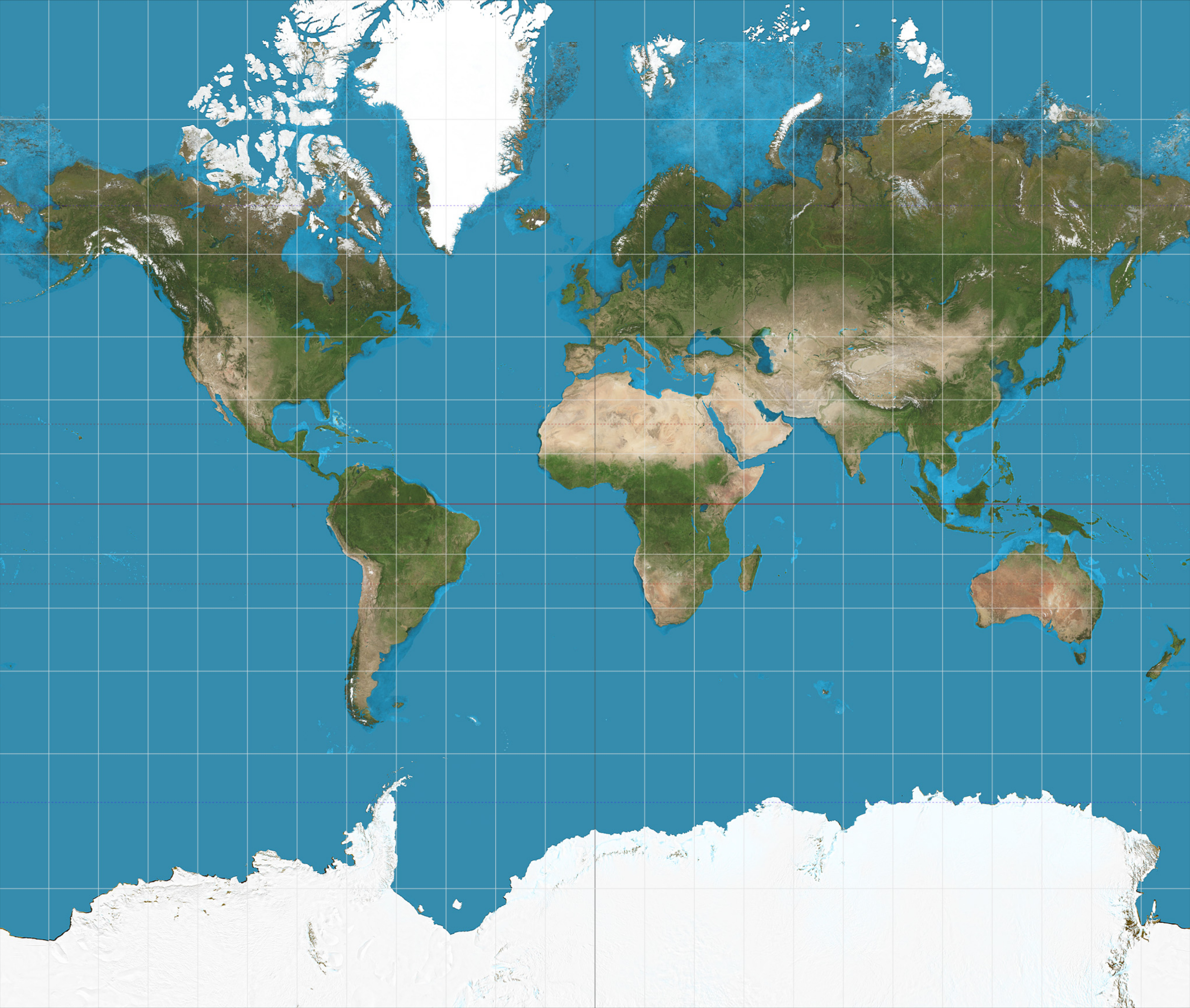
إسقاط مركاتور الخاص بالعالم هو ما بين 82 درجة جنوبًا و82 درجة شمالاً.

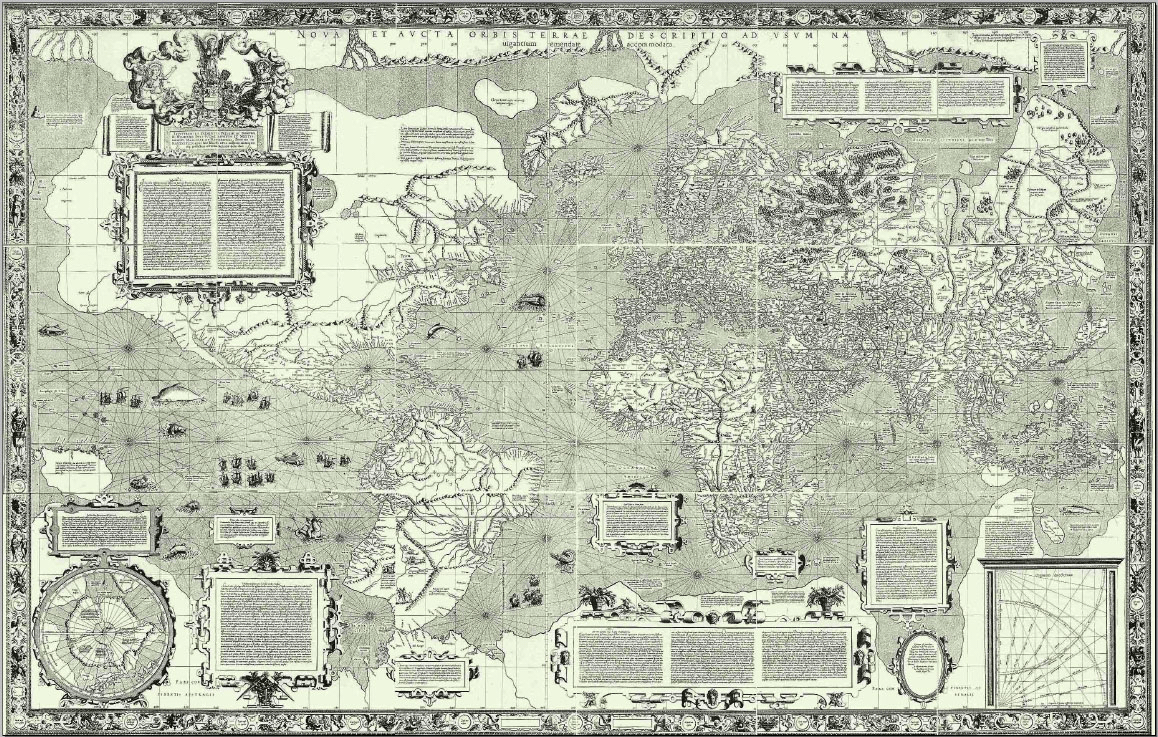
مركاتور خريطة العالم (Nova et Aucta Orbis Terrae Descriptio ad Usum Navigantium Emendate Accommodata (1569) للحصول على دقة أعلى وصور ملونة انظر مركاتور 1969 لخريطة العالم. تحتوي هذه الصفحة على تفاصيل الخريطة وترجمات النصوص

إسقاط مركاتور هو إحدى طرق الإسقاط الإسطواني المستعملة في رسم الخرائط، اخترعها العالم الجغرافي ورسام الخرائط الفلمنكي جيراردوس مركاتور (بالإنجليزية: Gerardus Mercator) في عام 1569م.

## مبدأ عمل طريقة إسقاط مركاتور
يعتبر أسقاط مركاتور كأي مسقط أسطواني آخر يقوم على إحاطة الكرة الأرضية بأسطوانة حيث يتم التلامس بين الكرة والاسطوانة عند خط الاستواء، فيتم إسقاط كافة سمات ونقاط الأرض عليها، وتُفتح الأسطوانة بعد ذلك، وتبسط لتشكل خارطة مستطيلة ذات خطوط طول شاقولية (عامودية) و خطوط عرض أفقية وجميع الخطوط تكون متوازية ومتساوية التباعد فيما بينها
أما خطوط العرض تكون مستقيمة ومتوازية ولكن البعد بينها غير متساوٍ، إذ أنها تتباعد كلما اقتربنا من القطبين.
تزداد نسبة التشويه في الأسقاط الأسطواني كلما اتجهنا نحو القطبين، ومن هنا تأتي أهمية مسقط مركاتور حيث أنه يقوم يتقليل هذا التشويه.
فمسقط مركاتور هو بالأصل مسقط اسطواني عادي ولكن 《المصمم》 قام بتقصير المسافة الفاصلة بين دوائر العرض كلما اتجهنا نحو القطبين بنسبة معينه وهذا ما يجعل الخط المستقيم من أي نقطة على الخريطة إلى القطب مساوي تقريباً للحقيقة بعد معالجة نسبة التصغير الخاصة بالخريطة مما يجعل البوصلة أكثر دقة في الخريطة، لهذا السبب دائمًاً ما يحمل الملاحون خريطة بمسقط مركاتور.

## انتقادات
- يتهم إسقاط مركاتور بالتشويه (التصغير) المتعمّد للمناطق التي تقع جنوب خط الاستواء، حيث يمكننا ملاحظة ذلك بالمقارنة بين إفريقيا وغرينلاند، فنرى في الخريطة أن غرينلاند أكبر من إفريقيا لكن في الحقيقة إفريقيا أكبر بـ 14 مرة من غرينلاند وبالتحديد فهي أصغر بقليل من الجزائر، وكذلك أوروبا تبدو ضخمة للغاية على الخريطة، لكنها في الواقع أكبر من أستراليا بحوالي 35٪ فقط وأكبر بقليل فقط من مساحة الولايات المتحدة الأمريكية (10.18 مليون كيلومتر مربع لأوروبا، مقابل 9.83 مليون كيلومتر مربع للولايات المتحدة) الأمر قابل للتطبيق على مختلف الأمثلة الأخرى، فعلى الخارطة تبدو أوروبا قريبة نسبيًّا من مساحة إفريقيا، لكنها لا تتجاوز مساحة 33٪ فقط من أراضي قارة إفريقيا، وكذلك هو الحال بالنسبة لروسيا والولايات المتحدة أو ولاية ألاسكا الأمريكية مقارنة بالمكسيك.

كما أن البرازيل أكبر بخمس مرات من ألاسكا في الواقع، في حين أن الأخيرة أكبر من البرازيل على الخارطة.
وتشير الخارطة إلى أن الدول الإسكندنافية مجتمعة أكبر من الهند، في حين أن الهند هي في الواقع ثلاثة أضعاف حجم الدول الإسكندنافية مجتمعة.
ببساطة، الأحجام الموجودة على الخرائط مضللة بشكل كبير وتوحي بمساحات هائلة للشمال مقابل كون مساحة المناطق الاستوائية والمدارية أقل من حجمها الواقعي.
و من هنا تأتي ادعاءات تقول بأن إسقاط مركاتور تعّمد التفريق العنصري بين دول ذوي البشرة البيضاء في الشمال و دول ذوي البشرة السمراء في الوسط و الجنوب. ففي الإسقاطات الأخرى لا يكون هناك نفس القدر من التشويه في المساحة الذي أظهره أسقاط مركاتور. وهناك من يعتقد أن مركاتور بذل جهدا كبيرا في تمثيل شكل الدول، ولكن على حساب الحجم، وبالتأكيد أيضا لصالح الدول الغنية، أي دول الشمال.

هذه صورة تعتبر مقاربة جداً للحقيقة، حيث يمكن ملاحظة الفروقات التي ذكرناها سابقاً من خلالها.

## الصياغة الرياضياتية
{\displaystyle {\begin{aligned}&x=R(\lambda -\lambda _{0}),\\&y=R\ln \left[\tan \left({\frac {\pi }{4}}+{\frac {\varphi }{2}}\right)\right]\end{aligned}}}
حيث λ هو خط الطول، λ0 هو خط الزوال المركزي، و φ هو خط العرض، و R هو نصف قطر الكرة الأرضية المطلوب إسقاطه.

## أهمية أسقاط مركاتور في مجال الملاحة البحرية
تعتبر هذه الطريقة في إسقاط الخرائط هي الطريقة القياسية فيما يتعلق بالأغراض الملاحية لأن هذا النوع من الخرائط يمكن الملاحون من رسم خط مستقيم بين نقطتين معينتين مما يساعد في تحديد اتجاه البوصلة.